# Szonów (Polska)
Szonów (niem. Schönau, cz. Šenov) – wieś w Polsce położona w województwie opolskim, w powiecie prudnickim, w gminie Głogówek. Historycznie leży na Górnym Śląsku, na ziemi prudnickiej. Położona jest na terenie Płaskowyżu Głubczyckiego, będącego częścią Niziny Śląskiej.
W latach 1973–1975 miejscowość należała do gminy Lisięcice w powiecie głubczyckim. W latach 1975–1998 miejscowość należała administracyjnie do ówczesnego województwa opolskiego.
Według danych na 2011 wieś była zamieszkana przez 527 osób.

## Geografia

### Położenie
Wieś jest położona w południowo-zachodniej Polsce, w województwie opolskim, około 6 km od granicy z Czechami, w zachodniej części Płaskowyżu Głubczyckiego, tuż przy granicy powiatu prudnickiego z powiatem głubczyckim (gmina Głubczyce). Należy do Euroregionu Pradziad. Leży na terenie Nadleśnictwa Prudnik (obręb Prudnik).

### Środowisko naturalne
W Szonowie panuje klimat umiarkowany ciepły. Średnia temperatura roczna wynosi +8,2 °C. Duże zróżnicowanie dotyczy termicznych pór roku. Średnie roczne opady atmosferyczne w rejonie Szonowa wynoszą 634 mm. Dominują wiatry zachodnie.

## Nazwa
Miejscowość wymieniona jest po raz pierwszy w 1245 jako Sonouo, w 1256 Sconowe in Polonia sita,1274 Sonowo, 1295 Schenau, 1335 Sthinow, 1447 Schonaw 1679 Schoen.

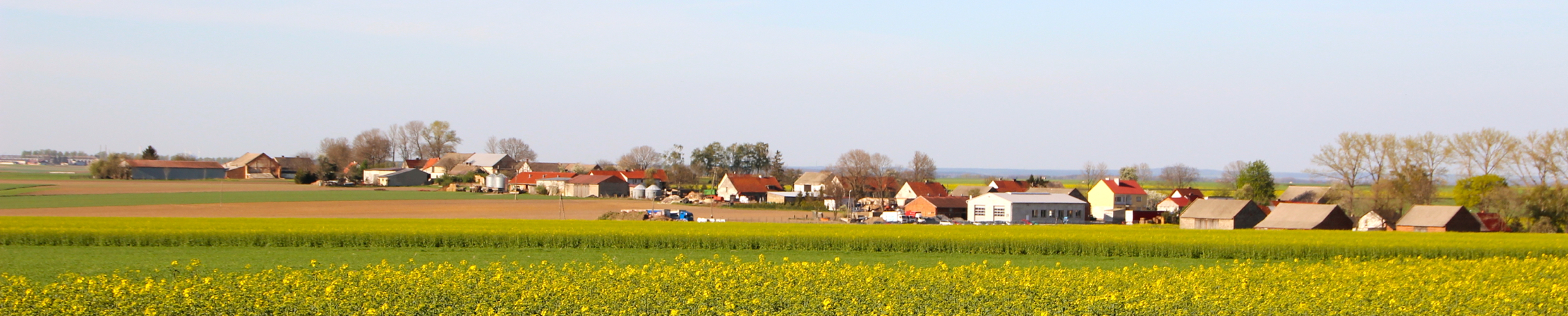
Panorama Szonowa od strony południowej

## Historia

### Średniowiecze
Badania archeologiczne datują osadę na terenie obecnej wsi Szonów na VI–X wiek. We wsi znajdują się stanowiska archeologiczne neolityczne i kultury łużyckiej. W IX wieku osada należała do państwa wielkomorawskiego, a w X wieku stała się częścią Księstwa Czech. W latach 990–1038 znajdowała się w granicach Polski, a po najeździe księcia Brzetysława I w 1039 powróciła do państwa czeskiego. Po pokoju kłodzkim w 1137 w okolicy Szonowa wyznaczono granicę polsko-czeską. Szonów i Kazimierz znalazły się po stronie polskiej.

Nieoficjalny herb wsi Szonów

Wieś po raz pierwszy wzmiankowana była pod nazwą Szonovo w XII wieku w dokumencie mówiącym o kościele ufundowanym przed 1153 przez śląskiego możnowładcę Piotra Włostowica. Powodem wzniesienia kościoła w Szonowie był konflikt między diecezją wrocławską i diecezją ołomuniecką o przynależność tych terenów. 12 kwietnia 1245 opactwo cystersów w Lubiążu zamieniło dobra Szonowa i przekazało je księciu opolskiemu Mieszkowi II Otyłemu z postanowieniem, że po jego śmierci wieś ma powrócić do biskupstwa wrocławskiego. Książę Mieszko II zmarł w 1246. Przed rokiem 1256 biskup ołomuniecki Bruno ze Schauenburga otrzymał Szonów od księcia Władysława opolskiego jako odszkodowanie za poniesione szkody spowodowane wtargnięciem Władysława na ziemie biskupstwa w latach 1252–1253. W 1335 o kościele św. Jadwigi pisał nuncjusz apostolski Galhard de Carceribus. Obecny kościół został wybudowany w 1580. Był on wielokrotnie palony i odbudowywany.

### XVI–XX wiek

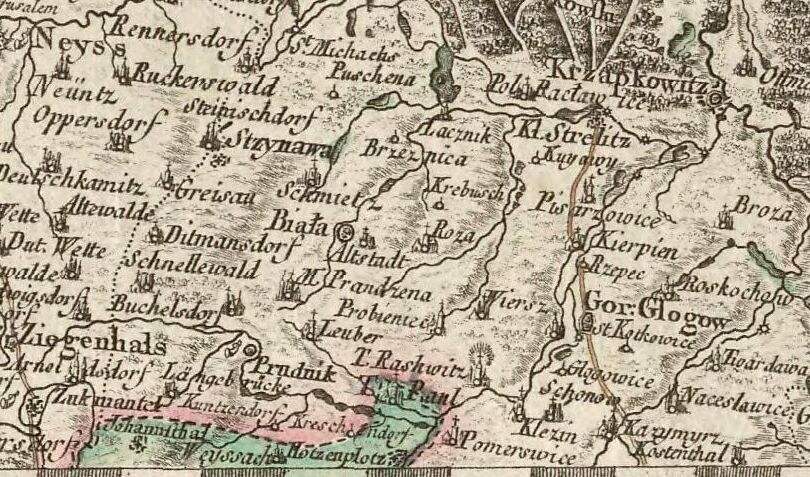
Szonów (Schonow) wśród miejscowości ziemi prudnickiej na polskojęzycznej mapie z 1772

W 1520 w Szonowie wybuchł bunt przeciwko kolegiacie w Głogówku. W XVII wieku ludność wsi zubożała w wyniku licznych przemarszów wojsk przez nią. Pomór w 1645 prawie całkowicie wyniszczył ludność słowiańską. Po zakończeniu wojny trzydziestoletniej hrabia Oppersdorff, właściciel zamku w Głogówku, przesiedlił do Szonowa osadników z Westfalii. W 1700 wieś liczyła 857 mieszkańców. Do 1742 wieś należała do powiatu sądowego głogóweckiego w Monarchii Habsburgów. Po I wojnie śląskiej znalazła się w granicach Królestwa Prus i weszła w skład powiatu prudnickiego w prowincji Śląsk.

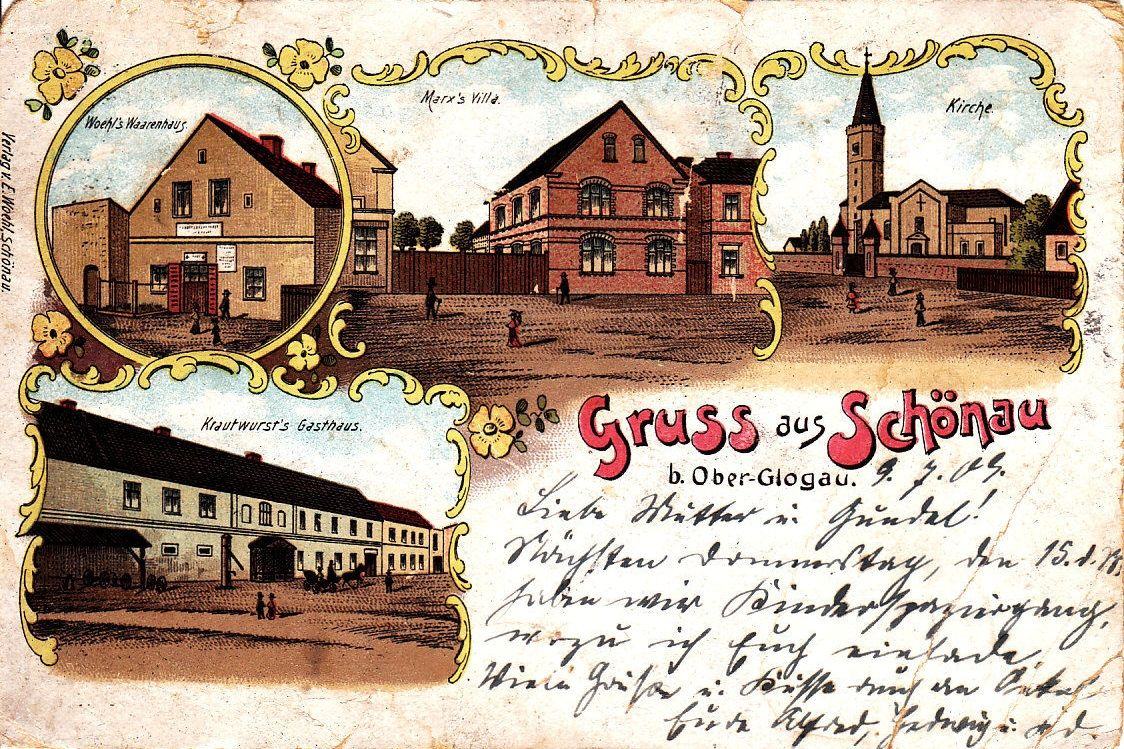
Pocztówka z Szonowa z przełomu XIX i XX wieku

W 1744 szonowscy chłopi sprzeciwiający się płaceniu podatku solnego zbuntowali się przeciwko Oppersdorffom. We wsi wszczęto bunt, któremu przewodniczyli Andrzej Kradler, Paweł Anders i Paweł Arhnt. Przywódcy zostali ujęci przez wojsko i uwięzieni w Głogówku. Do kolejnych buntów chłopskich doszło pięć lat później. W 1780 w Szonowie mieszkało 38 chłopów, 44 małorolnych i 78 chałupników. Friedrich Albert Zimmermann w 1784 notował, że wśród wszystkich wsi powiatu prudnickiego w Szonowie występowało najwięcej koni i krów. Pod koniec XVIII wieku została utworzona gmina Szonów, posiadająca własną pieczęć herbową.

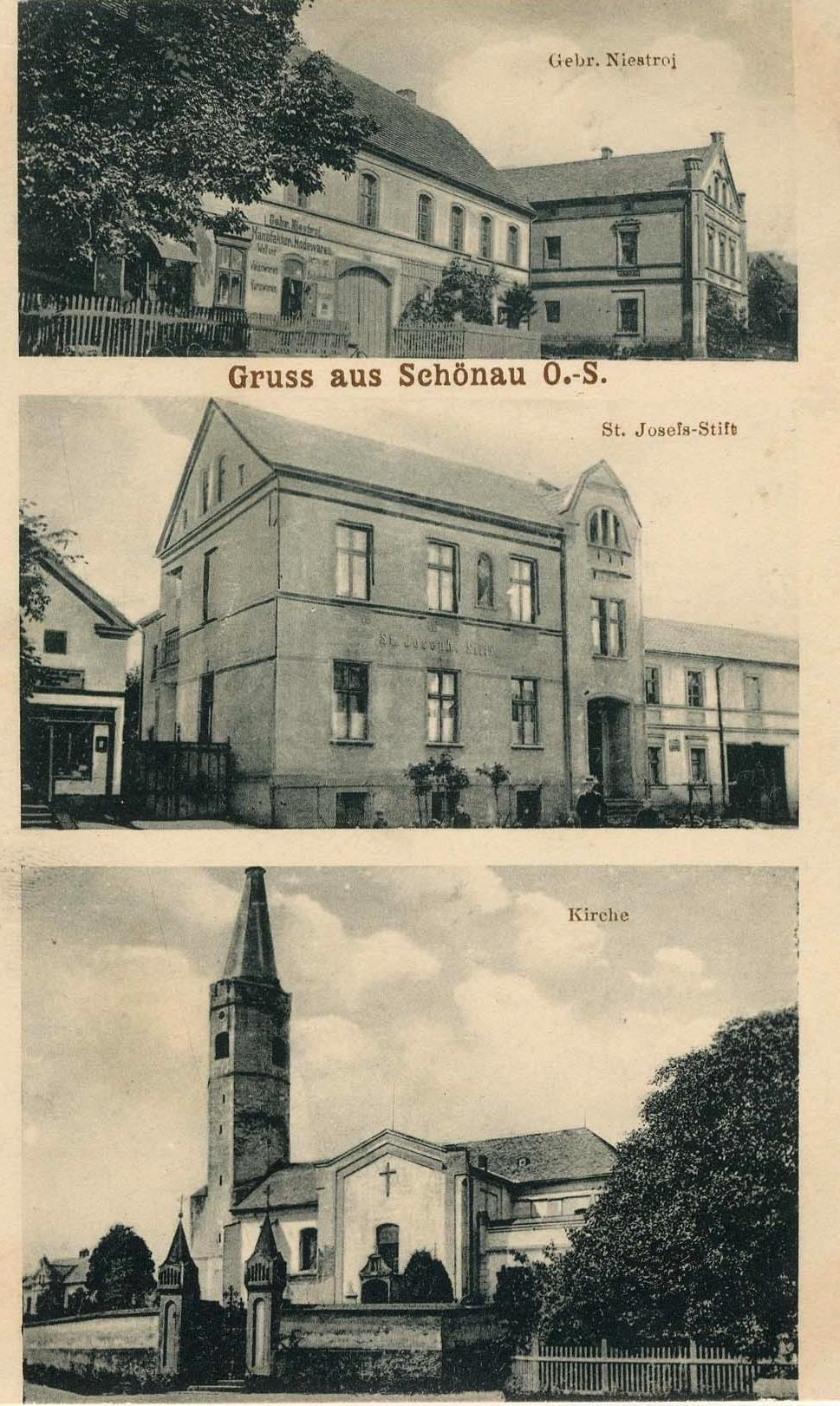
Pocztówka przedstawiająca fragment wsi, klasztor elżbietanek i kościół

W 1816 Szonów został odłączony od powiatu prudnickiego i przyłączony do głubczyckiego. W 1861 w Szonowie mieszkało 6 Żydów. W tymże roku wieś liczyła 1246 mieszkańców, 194 domy, 3742 morgi roli, 703 morgi łąk i lasów, a znajdowały się w niej: szkoła, wiatrak, dwie olejarnie i browar. Lasy sąsiadujące z Szonowem stanowiły popularne miejsce do polowania dla mieszkańców powiatu prudnickiego. W wyniku pożaru wywołanego przez burzę w 1845 spłonął kościół, szkoła, plebania oraz połowa zabudowań wsi. Od 1881 we wsi działała agentura pocztowa. Droga do Lisięcic została utwardzona w 1883, do Klisina w 1884, a do Kazimierza w 1894. Pierwszy telefon we wsi został uruchomiony w 1888. W tymże roku założono związek śpiewaków. W 1890 rozszerzono miejscowy cmentarz.

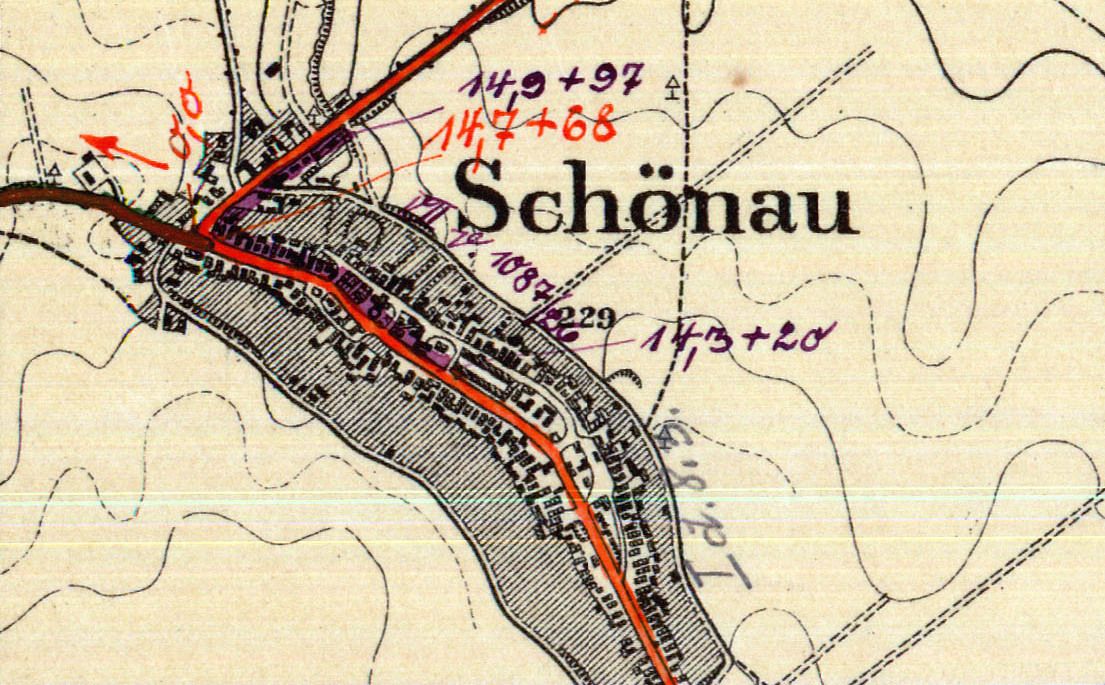
Szonów na mapie z 1913

3 sierpnia 1903 w Szonowie założono klasztor elżbietanek. Według spisu ludności z 1 grudnia 1910, na 1022 mieszkańców Szonowa 992 posługiwało się językiem niemieckim, 22 językiem polskim, a 8 było dwujęzycznych. Na frontach I wojny światowej zginęło 61 żołnierzy z Szonowa. Do głosowania podczas plebiscytu na Górnym Śląsku uprawnionych było w Szonowie 926 osób, z czego 612, ok. 66%, stanowili mieszkańcy (w tym 597, ok. 64,4% całości, mieszkańcy urodzeni w miejscowości). Oddano 923 głosów (ok. 99,6% uprawnionych), w tym 922 (ok. 99,8%) ważnych; za Niemcami głosowało 922 osób, a za Polską 0 osób. W okresie III powstania śląskiego, Szonów był jednym z miejsc zakwaterowania członków Freikorpsu „Oberland”, którzy 11 maja 1921 przybyli do Prudnika z Bawarii.

### II wojna światowa

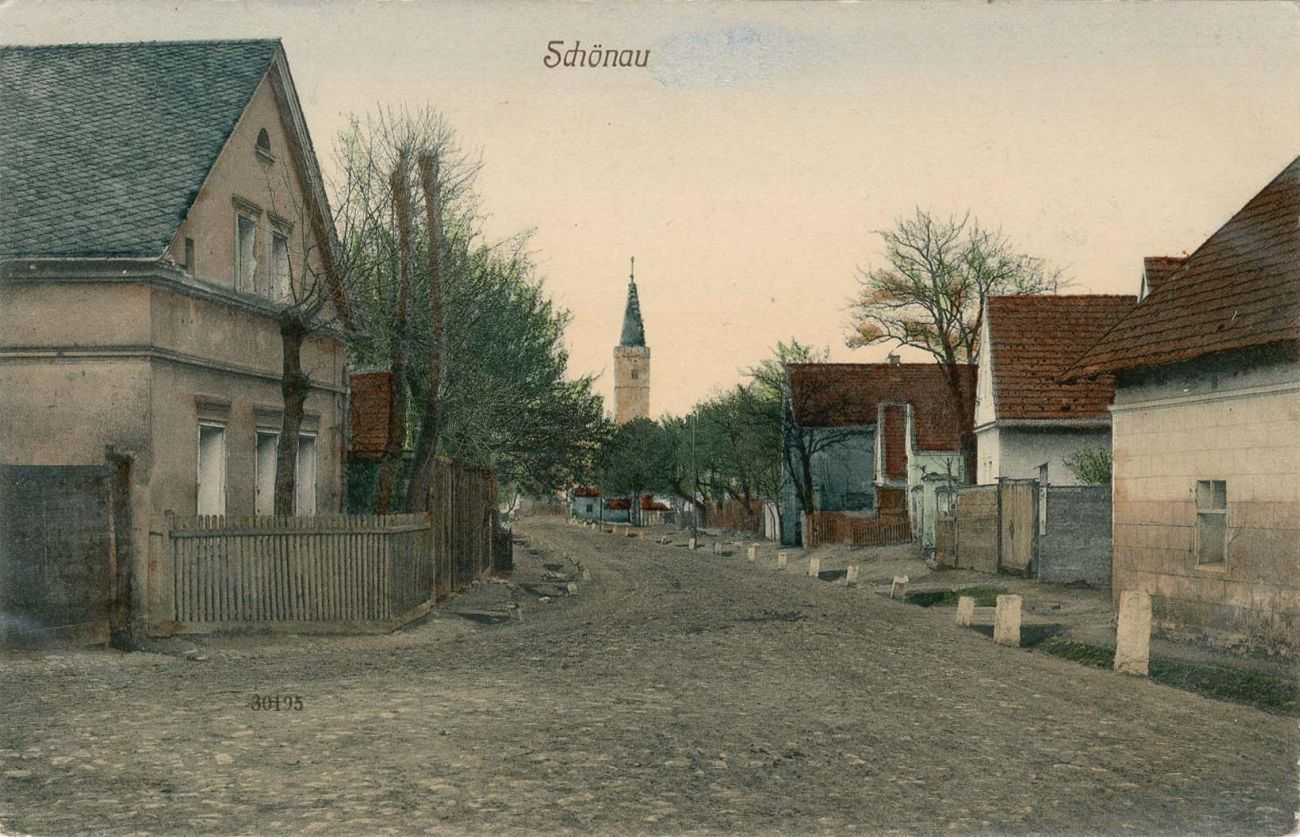
Główna droga w Szonowie (1914)

Podczas II wojny światowej w Szonowie działał oddział roboczy, który składał się z jeńców z Polski, a następnie z 35 jeńców z ZSRR. Pracowali oni u miejscowych gospodarzy od 1940 do 1945. Komando początkowo mieściło się w magazynie, następnie w piwnicach. Według Głównej Komisji Badania Zbrodni Niemieckich w Polsce, podczas II wojny światowej w Szonowie zamordowano 3 obywateli Polski. 27 grudnia 1944 amerykańskie lotnictwo, które prowadziło bombardowanie zakładów chemicznych w Blachowni Śląskiej, zrzuciło bomby na Szonów. Zniszczona została wieża kościoła, piekarnia, filia banku oraz budynki mieszkalne w centrum wsi.

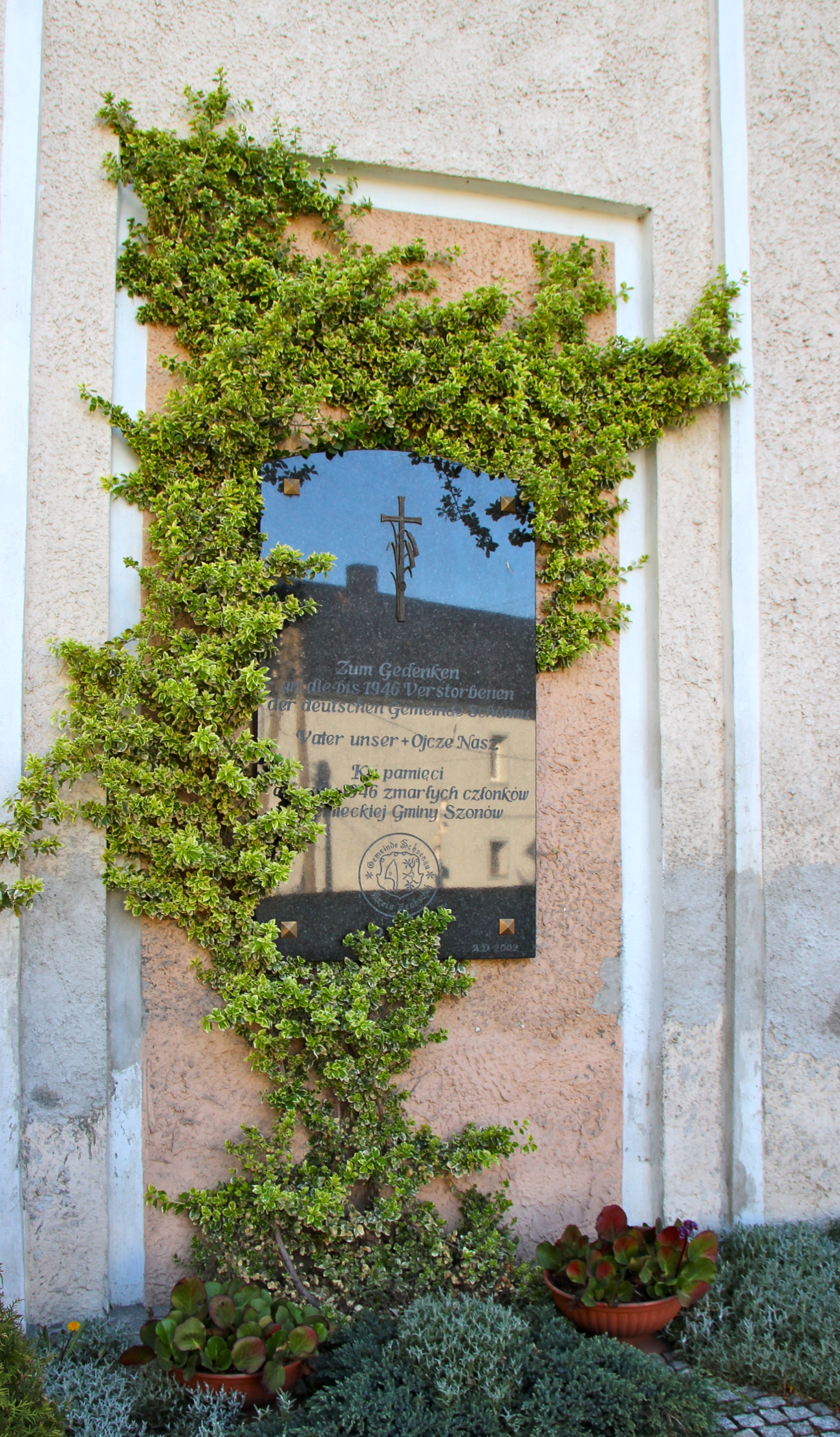
Tablica upamiętniająca zmarłych członków niemieckiej Gminy Szonów

W styczniu 1945 przez Szonów przeszły kolumny więźniów niemieckich obozów koncentracyjnych. W toku tzw. „marszu śmierci” wiele osób zmarło lub zostało zamordowanych przez Niemców. W marcu 1945 mieszkańcy Szonowa uciekli przed nadchodzącym frontem w głąb Czech. Przebywali tam przez dwa tygodnie, po czym postanowili wrócić do wsi. Armia Czerwona wkroczyła do Szonowa 17 marca 1945 w drodze na Prudnik.

### Czasy polskie
Po wyparciu oddziałów niemieckich wieś została przejęta przez polską administrację. 15 czerwca 1945 w Szonowie została osiedlona część polskich repatriantów z Kresów Wschodnich – z Buska, Adamów, Warchołów, Szlązaków oraz z Huty na terenie obecnej Ukrainy. 8 stycznia 1946 uruchomiono szkołę dla 136 uczniów z Szonowa i Tomic. Niemieckojęzyczna ludność została wysiedlona na zachód wiosną 1946.
W latach 1945–1950 Szonów należał do województwa śląskiego, a od 1950 do województwa opolskiego. W latach 1945–1954 wieś należała do gminy Klisino, w latach 1954–1959 do gromady Klisino, a w latach 1959–1972 była siedzibą gromady Szonów. Od 1975 Szonów znajdował się w gminie Głogówek, a w 1999 został ponownie przyłączony do powiatu prudnickiego.

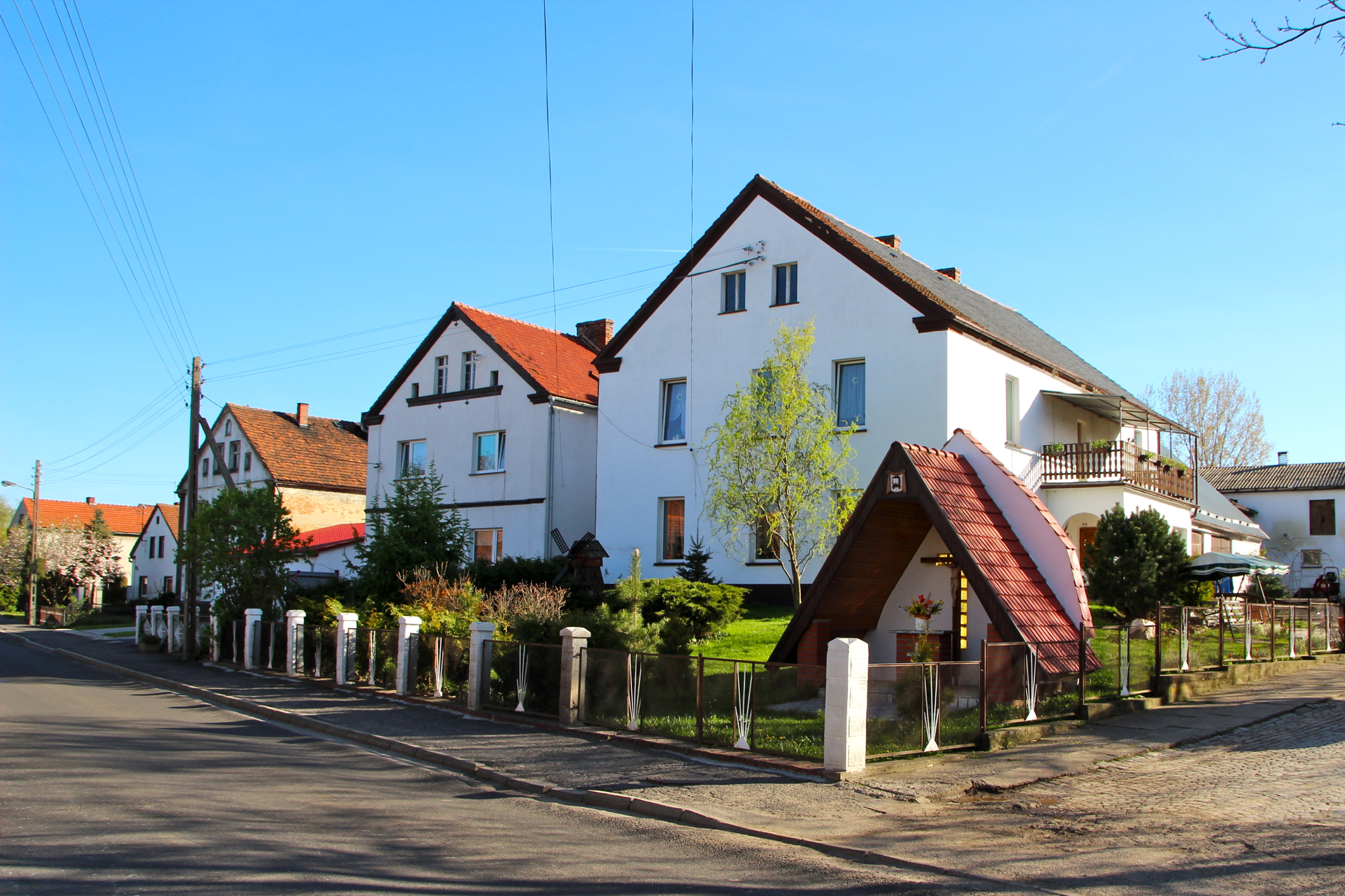
Fragment zabudowy (2012)

Wiosną 1946 założona została jednostka ochotniczej straży pożarnej w Szonowie. W 1956 wieś liczyła 194 domy, z czego około 10% było zniszczonych. Znajdował się w niej sklep spożywczy i tekstylny, gospoda, piekarnia, kowal i Spółdzielnia Rolnicza, która zrzeszała 20 osób. W 1958 zbudowano nową remizę strażacką. W 1960 miejscowy dom gromadzki został wyremontowany, odgruzowano część wsi i zadrzewiono plac w centrum. We wsi działały: Rada Narodowa, Związek Młodzieży Wiejskiej, Koło Gospodyń Wiejskich, stolarz, kowal, ośrodek zdrowia, sklep spożywczy, kiosk „Ruchu”, przedszkole, szkoła podstawowa, dom kultury, biblioteka, agronomówka, koło rolnicze, poczta, straż pożarna, kasa Banku Spółdzielczego, posterunek Milicji Obywatelskiej i ORMO. W 1968 zbudowano nową szkołę, a w 1973 wzniesiono dwa domy dla nauczycieli.

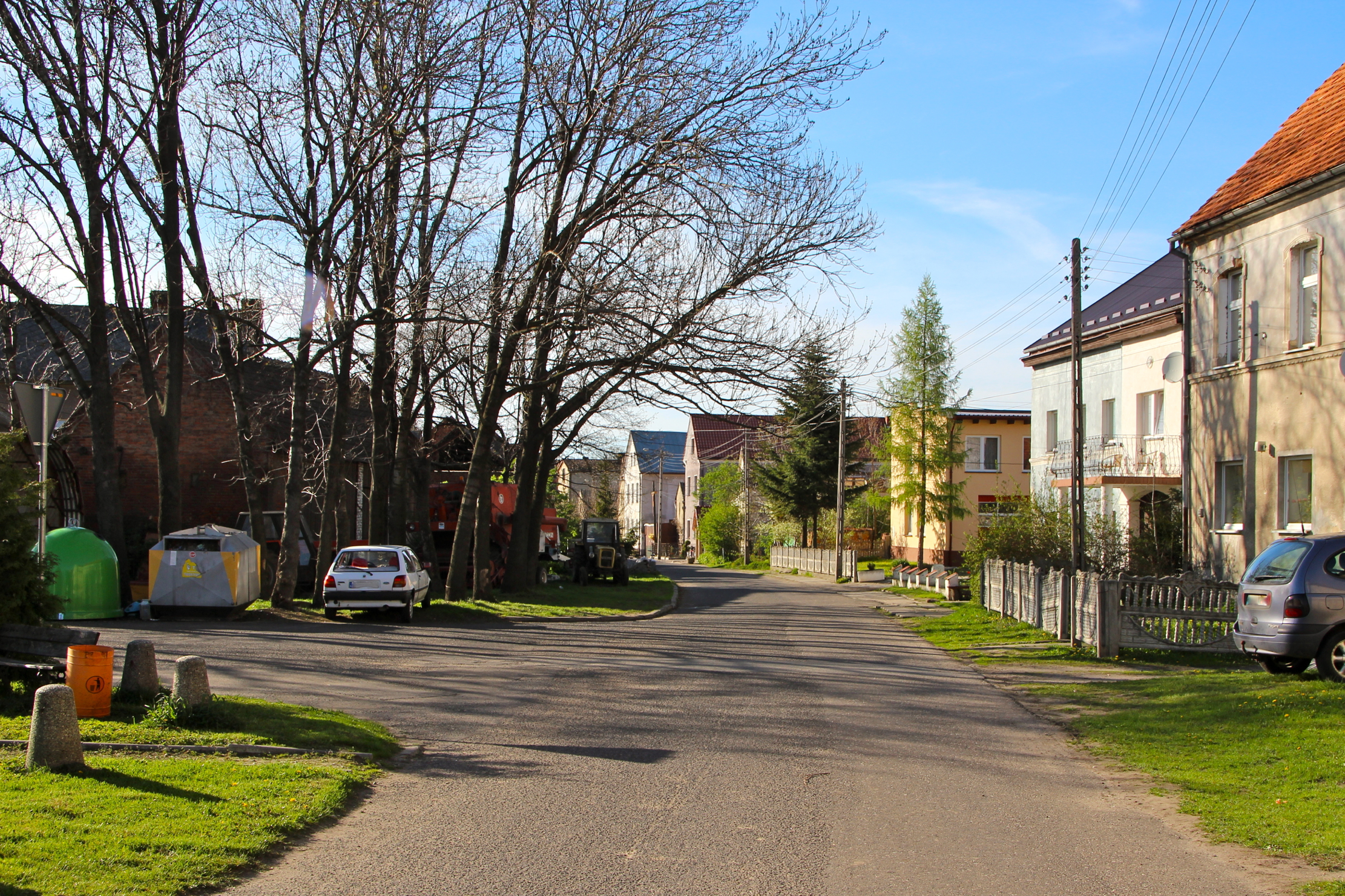
Ulica w Szonowie

Klasztor elżbietanek w Szonowie zakończył działalność w 1984. W tymże roku całą wieś podłączono do sieci wodociągowej. W 1985 rozpoczęto budowę nowego przedszkola wraz z mieszkaniami dla nauczycieli, a także budowę domu parafialnego. Pod koniec lat 80. XX wieku, z inicjatywy sołtysa Kazimierza Wierciszewskiego, na drogach w całej wsi położono nowy asfalt oraz kanalizację burzową. W miejscu dawnych rowów powstały chodniki. W latach 90. XX wieku zlikwidowano Klub Młodego Rolnika, Kółko Rolnicze i pocztę w Szonowie.
W 2001 Szonów przystąpił do Programu Odnowy Wsi Opolskiej. Remiza strażacka została rozbudowana. W 2003 w centrum wsi ustawiono fontannę. Podczas powodzi 15 września 2024 woda spływająca z pól zalała posesje w Szonowie.

## Mieszkańcy
Miejscowość zamieszkiwana jest przez ludność napływową, przybyłą na Śląsk z Kresów Wschodnich po 1945 w wyniku przymusowych przesiedleń ludności polskiej.

### Liczba mieszkańców wsi
- 1910 – 1022[36]
- 1933 – 1297[37]
- 1939 – 1208[37]
- 1966 – 813[38]
- 1998 – 667[39]
- 2002 – 616[39]
- 2009 – 549[39]
- 2011 – 527[39]
- 2013 – 516[40]

## Zabytki

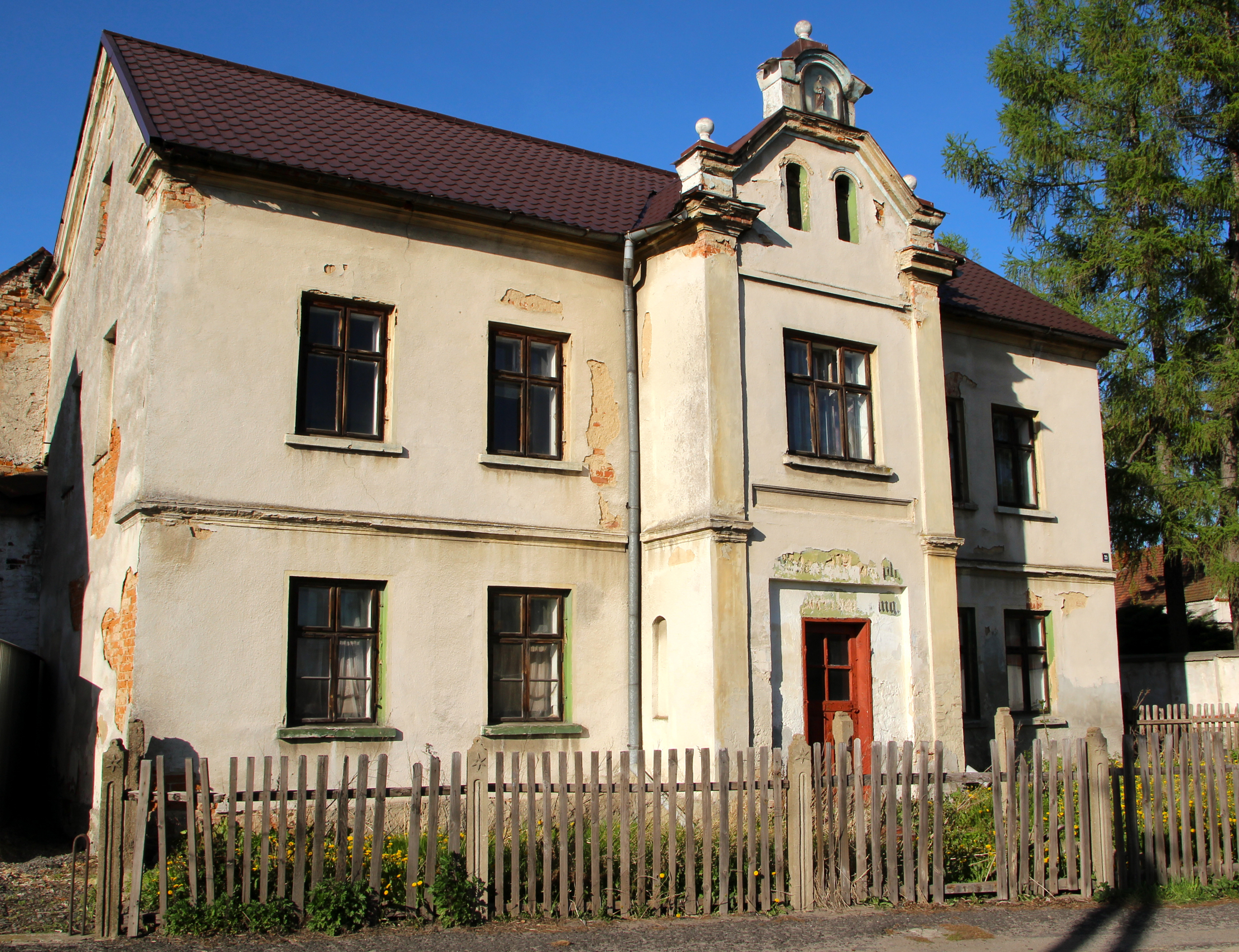
Dom nr 23

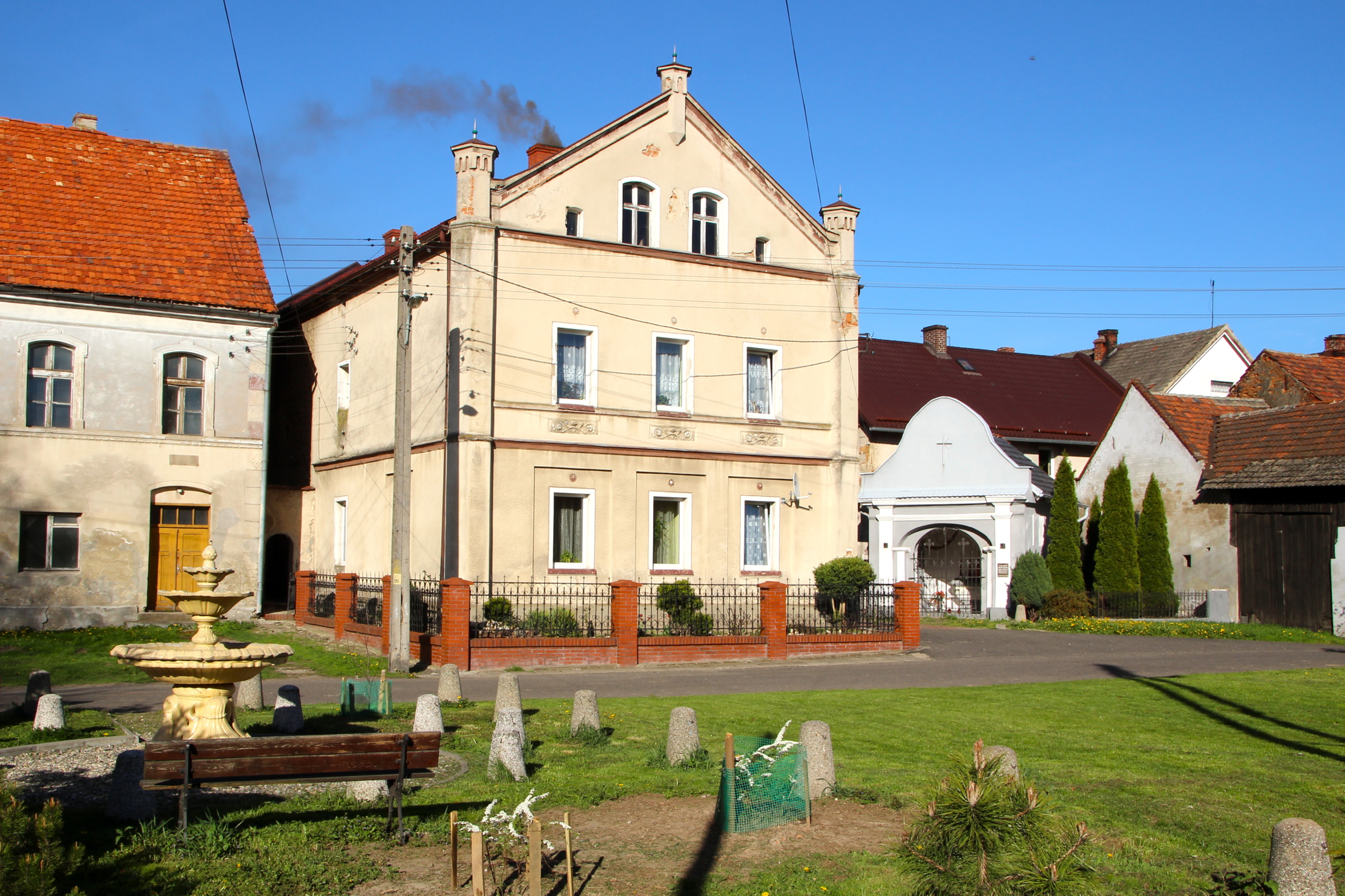
Dom nr 50

Do wojewódzkiego rejestru zabytków wpisany jest:
- kościół par. pw. św. Jadwigi, zabytkowy z 1580 r., przebudowywany w latach 1755 r., 1850 r.

Zgodnie z gminną ewidencją zabytków w Szonowie chronione są ponadto:
- układ ruralistyczny wsi
- kapliczka przy domu nr 148
- kapliczka przy domu nr 50A
- dom mieszkalny nr 23
- dom mieszkalny nr 48
- dom mieszkalny nr 50
- dom mieszkalny nr 115
- Klasztor i Przytułek św. Józefa, ob. Wiejski Ośrodek Zdrowia, nr 141
- dom mieszkalny nr 148

## Transport
Przez Szonów przebiegają drogi wojewódzkie
- 416 Racibórz – Krapkowice
- 417 Laskowice – Żerdziny

W zarządzie Wydziału Drogownictwa Starostwa Powiatowego w Prudniku znajduje się droga powiatowa nr 1212O relacji Gościęcin – Ciesznów – Kazimierz – Szonów.
Szonów posiada połączenia autobusowe z Branicami, Głogówkiem, Głubczycami, Kazimierzem, Kietrzem, Opolem. We wsi znajduje się pięć przystanków autobusowych – „Przedszkole”, „Skrz. I”, „Skrzyżowanie”, „Szonów Szkoła”, „Szonów”.

## Oświata

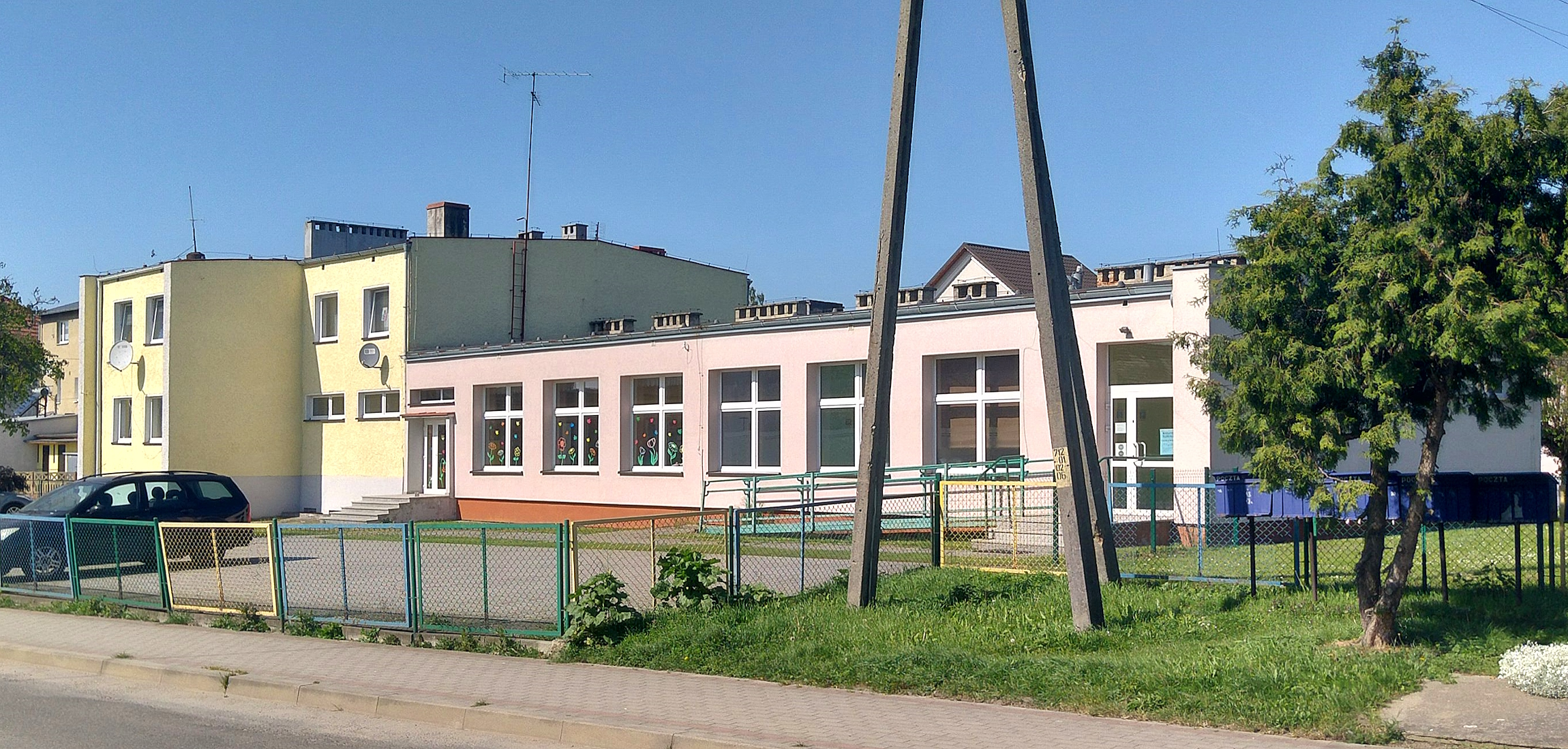
Przedszkole

W Szonowie pod numerem 46 znajduje się Publiczna Szkoła Podstawowa im. Adama Mickiewicza z oddziałem przedszkolnym pod numerem 33.

## Kultura
Z Szonowa pochodzą liczne podania i legendy ludowe, m.in. o spełniającym życzenia zającu mówiącym ludzkim głosem, o pilnującym wsi dziewięciogłowym czarnym psie, który wskakuje ludziom na plecy, o upiornej zjawie, która zaznała spokoju po zrobieniu kołyski z jarząba, z którym była związana, a także o straszącym ludzi wodniku ukrywającym się w Osobłodze.

## Religia
W Szonowie znajduje się katolicki kościół św. Jadwigi, który jest siedzibą parafii św. Jadwigi (dekanat Głogówek). We wsi znajdują się liczne kapliczki i krzyże przydrożne, a także cmentarz.

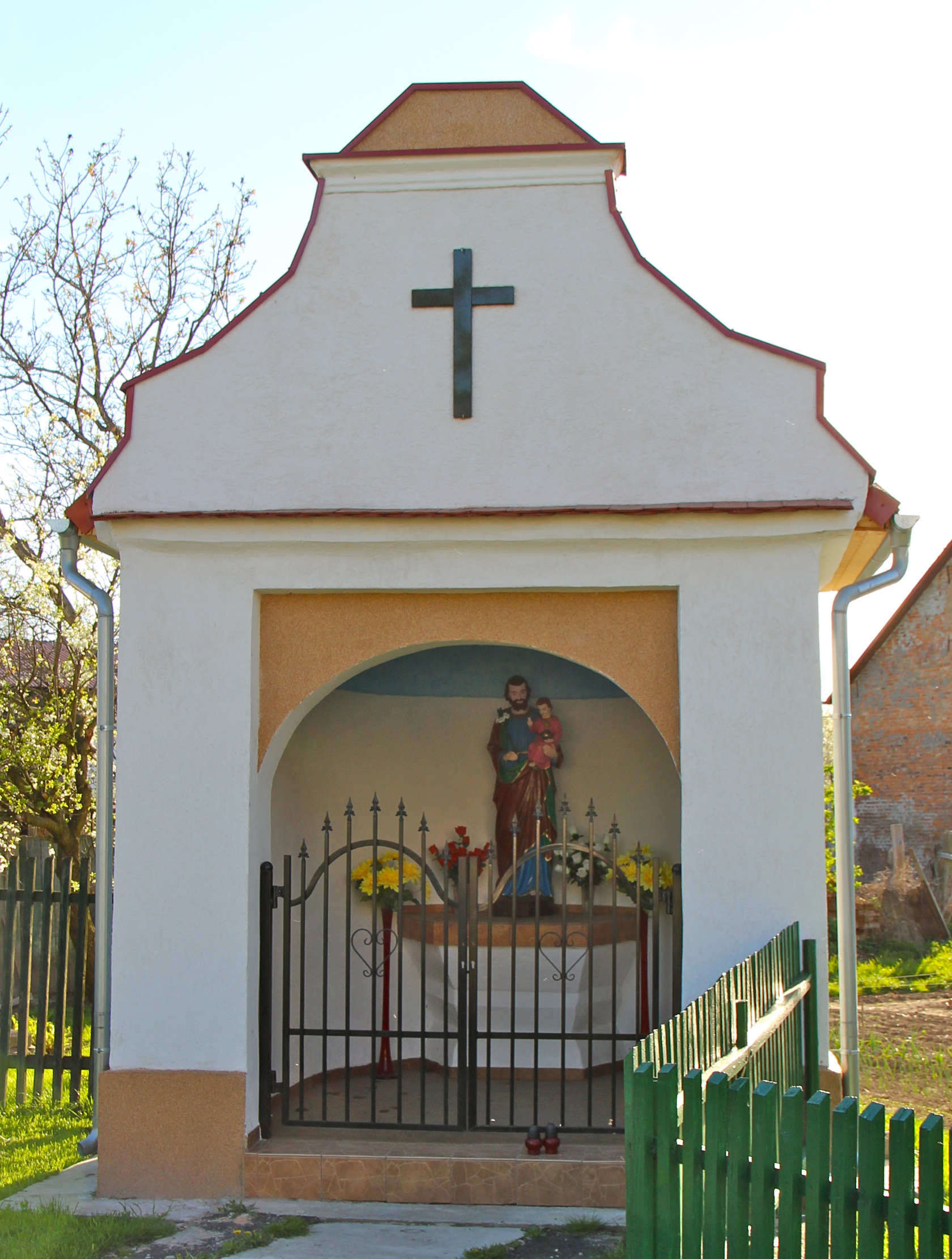
Kaplica św. Józefa
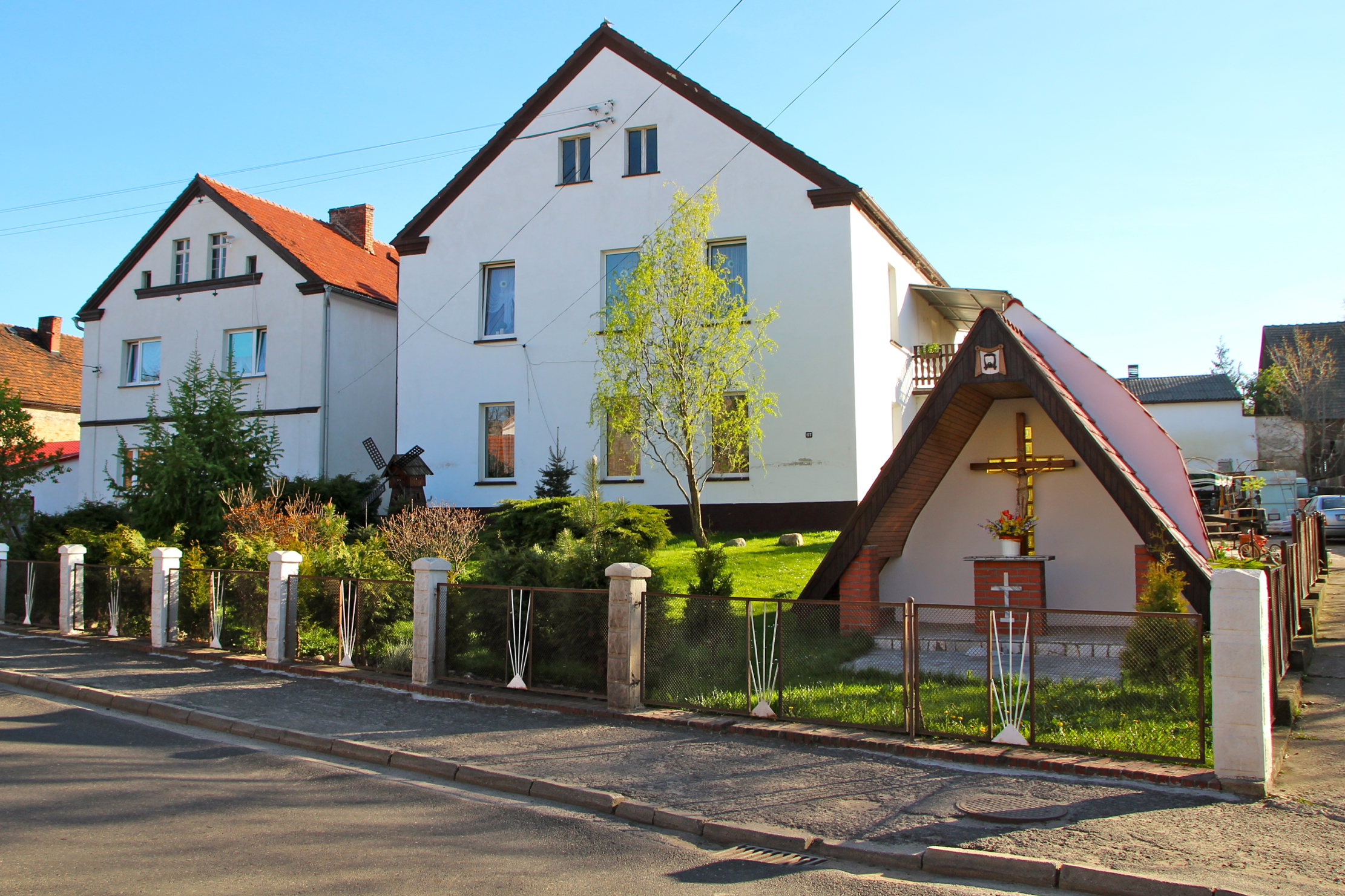
Kapliczka
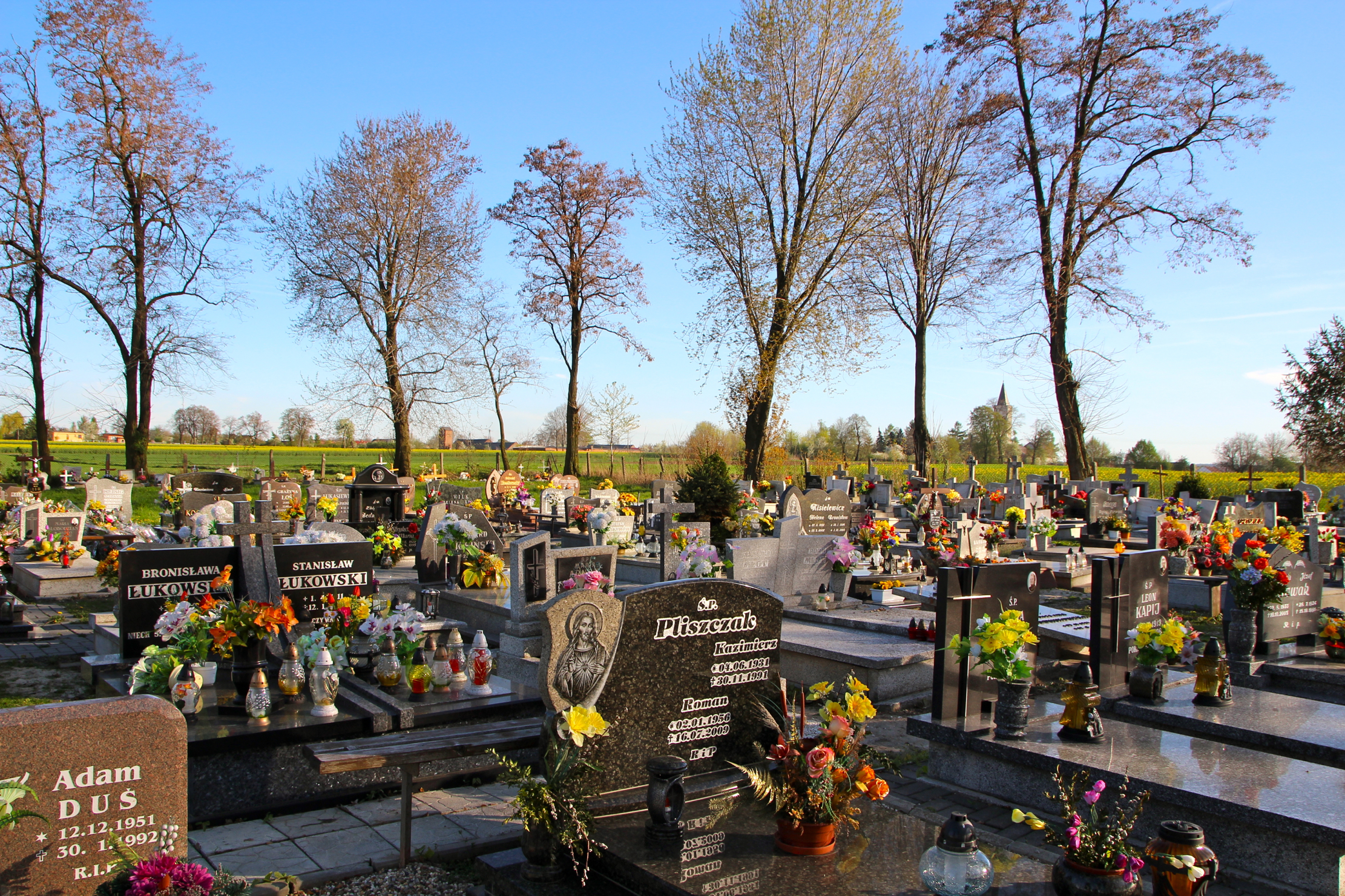
Cmentarz
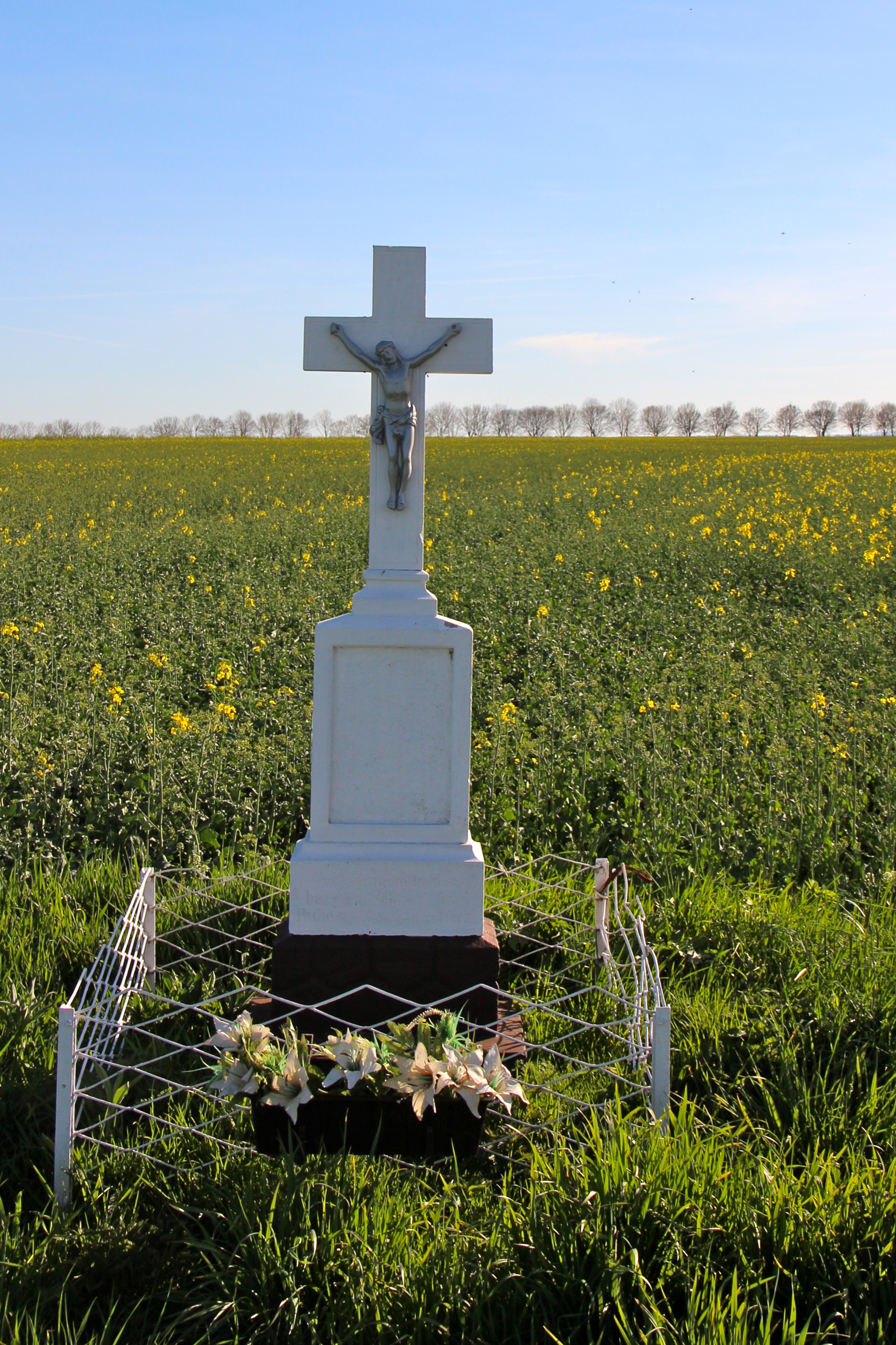
Krzyż przydrożny
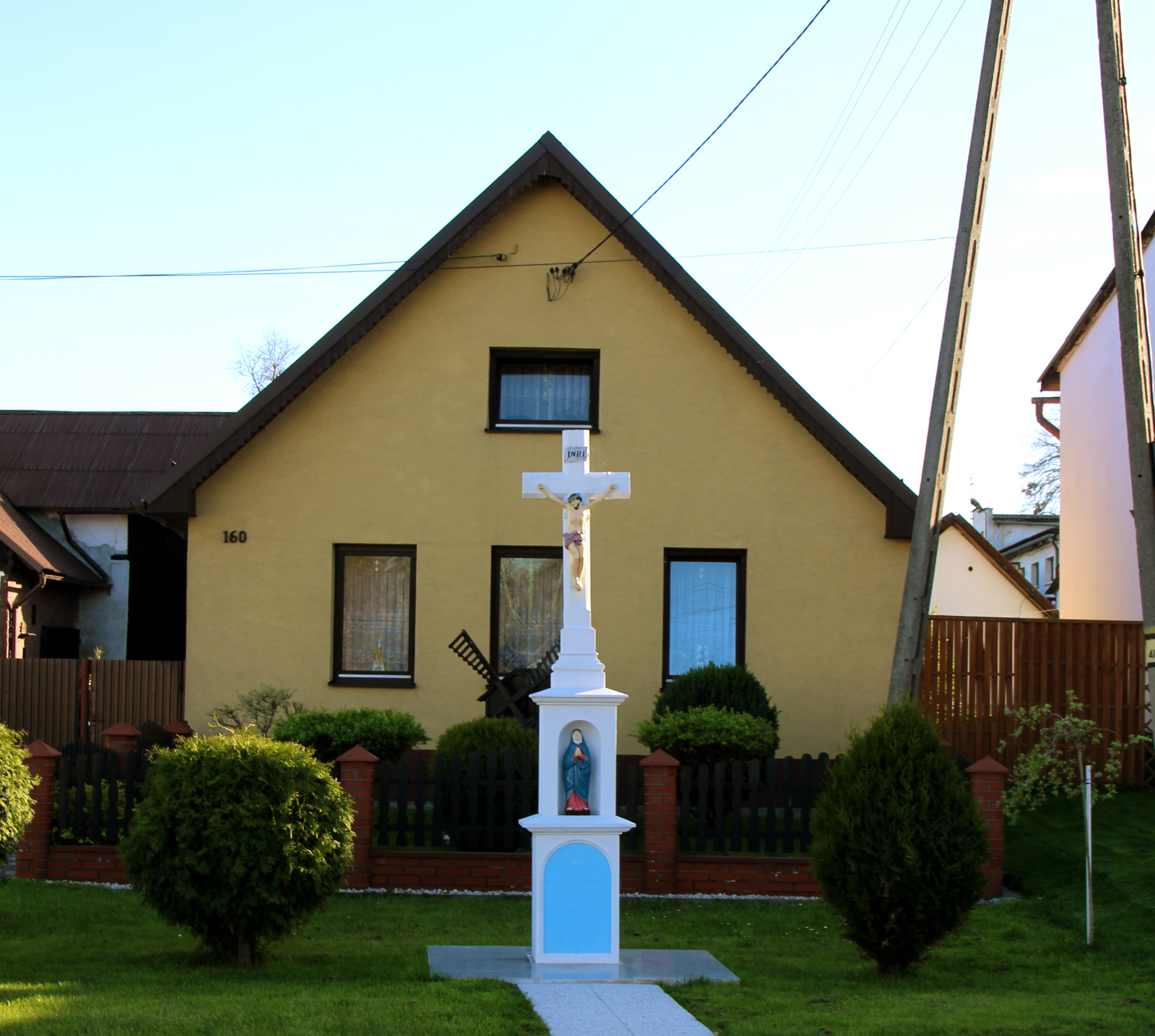
Krzyż przydrożny

## Sport
We wsi funkcjonuje klub piłkarski LZS Farmer Szonów. W 2005, z okazji 60. rocznicy istnienia Podokręgu Związku Piłki Nożnej w Prudniku, klub otrzymał pamiątkowy puchar.

## Turystyka
Oddział PTTK „Sudetów Wschodnich” w Prudniku ustanowił turystyczną Odznakę Krajoznawczą Ziemi Prudnickiej, którą zdobywa się poprzez zwiedzenie odpowiedniej liczby obiektów w miejscowościach położonych na ziemi prudnickiej, w tym w Szonowie.
12 lipca 2010, w ramach organizowanego w Prudniku VI Europejskiego Tygodnia Turystyki Rowerowej, w którym wzięli udział rowerzyści z całej Europy, przez Szonów prowadziła trasa „Szlakiem Pielgrzyma”.

## Bezpieczeństwo

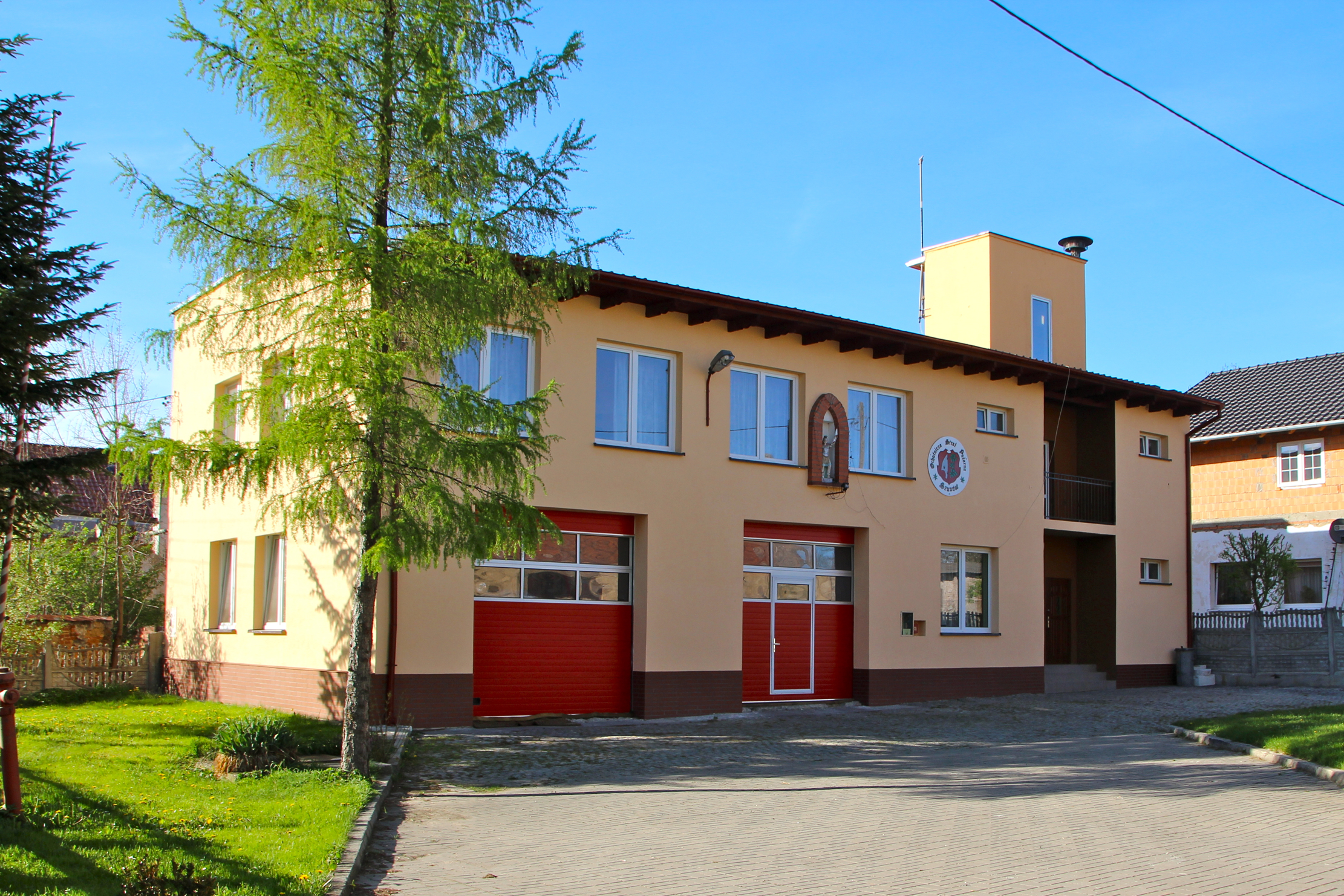
Remiza OSP Szonów

W zakresie ochrony przeciwpożarowej oraz innych miejscowych zagrożeń w Szonowie działa jednostka Ochotniczej Straży Pożarnej, włączona w krajowy system ratowniczo-gaśniczy. OSP Szonów wchodzi w skład Kompanii Gaśniczej „Prudnik”.
Miejscowość jest pod opieką dzielnicowego rejonu służbowego nr 13 Komendy Powiatowej Policji w Prudniku (Komisariat Policji w Głogówku).
Teren wsi, jak i całej gminy Głogówek, położony jest w strefie nadgranicznej w związku z czym Straż Graniczna dysponuje, na tym obszarze, specjalnymi kompetencjami w zakresie bezpieczeństwa. Gminę Głogówek obejmuje zasięgiem służbowym placówka Straży Granicznej w Opolu ze Śląskiego Oddziału SG.

## Ludzie związani z Szonowem
- Anton Johann Krocker (1744–1823) – lekarz i botanik, urodzony w Szonowie
- Jan Such (ur. 1931) – filozof, profesor zwyczajny, zamieszkały w Szonowie
- Tadeusz Soroczyński (1942–2018) – poeta, zamieszkały w Szonowie
- Antoni Adamiuk (1913–2000) – biskup diecezji opolskiej, duszpasterz w Szonowie.
- Leszek Wojciechowski profesor KUL historyk medweista.